# Tiszrin 6
Tiszrin 6 – miejscowość w Syrii, w muhafazie Ar-Rakka, w dystrykcie Ar-Rakka. W 2004 roku liczyła 1678 mieszkańców.